# Alphonse Julen
Alphonse Julen (* 20. Februar 1899 in Zermatt; † 9. Mai 1988 ebenda) aus Zermatt war ein Schweizer Skilangläufer.

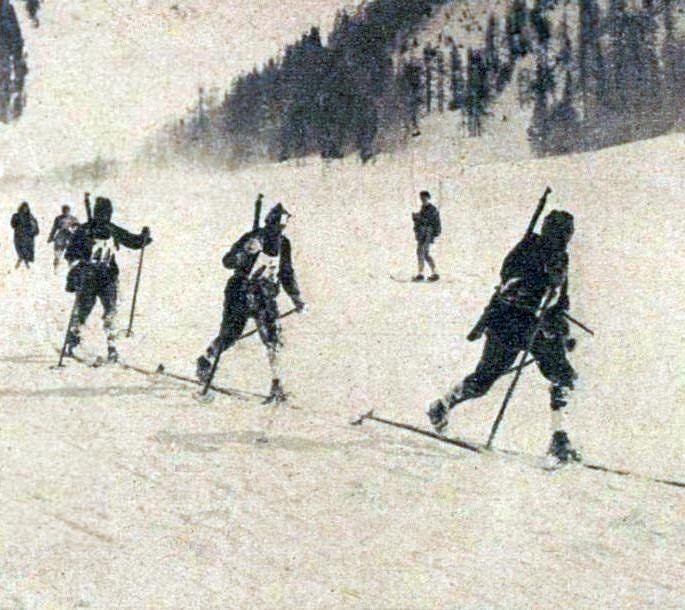
Die Schweizer Siegerpatrouille 1924

Bei den Olympischen Winterspielen 1924 war er als Soldat Mitglied der Schweizer Mannschaft (Startnummer 43) beim Militärpatrouillenlauf, die in dieser Disziplin die Goldmedaille gewann. Mit in der Mannschaft war auch sein Bruder Antoine Julen. Der Militärpatrouillenlauf wurde nachträglich im Jahr 1926 zum Demonstrationsbewerb erklärt. Er nahm auch bei den Olympischen Winterspielen 1928 beim 18-km-Skilanglauf teil, musste das Rennen aber abbrechen.